# 1950 год в музыке

## Выпущенные альбомы
- Swing and Dance with Frank Sinatra (Фрэнк Синатра)

## Классическая музыка
- Арнольд, Малколм (Malcolm Arnold) — Английские танцы для оркестра op. 27
- Арутюнян, Александр — Концерт для трубы с оркестром
- Бабаджанян, Арно — Героическая баллада
- Блох, Эрнст — Suite hébraïque
- Кейдж, Джон — Струнный квартет
- Крам, Джордж (George Crumb) — A Cycle of Greek Lyrics для голоса и ф-п.
- Кшенек, Эрнст (Ernst Krenek) — Suite for String Trio — Parvula Corona Musicalis

## Родились

### Январь
- 3 января — Оливье Грейф (ум. 2000) — французский композитор и пианист
- 5 января — Крис Стейн — американский музыкант и автор песен, сооснователь и гитарист группы Blondie
- 12 января — Татьяна Рудиченко (ум. 2022) — советский и российский музыковед
- 17 января — Иван Шамба (ум. 2023) — советский и абхазский фольклорист, хормейстер и музыкальный педагог
- 21 января — Билли Оушен — британский певец и композитор
- 23 января — Дэнни Федеричи[англ.] (ум. 2008) — американский музыкант, органист и аккордеонист группы E Street Band
- 25 января — Татьяна Чаусова (ум. 2022) — советская и российская органистка, музыкальный педагог и музыковед

### Февраль
- 1 февраля
  - Айрат Кубагушев (ум. 2021) — советский и российский композитор, фольклорист и музыкальный педагог
  - Майк Кэмпбелл — американский музыкант, продюсер и автор песен, гитарист группы Tom Petty and the Heartbreakers
- 2 февраля — Дмитрий Данин (ум. 2020) — советский и российский музыкант, певец, композитор и аранжировщик
- 5 февраля — Ирина Лозовая (ум. 2017) — советский и российский музыковед и педагог
- 6 февраля
  - Агахан Абдуллаев (ум. 2016) — советский и азербайджанский ханенде
  - Натали Коул (ум. 2015) — американская певица, автор песен и актриса
- 12 февраля
  - Роза Аккучукова (ум. 2021) — советская и российская певица
  - Стив Хэкетт — британский музыкант, гитарист группы Genesis
- 13 февраля — Питер Гэбриел — британский певец, музыкант и автор песен, вокалист группы Genesis
- 14 февраля — Роджер Фишер — американский музыкант, основатель и гитарист группы Heart
- 20 февраля — Уолтер Беккер[англ.] (ум. 2017) — американский музыкант, автор песен и музыкальный продюсер, сооснователь, гитарист и басист группы Steely Dan
- 22 февраля — Дженезис Пи-Орридж (ум. 2020) — британский певец, музыкант и автор песен, басист и вокалист группы Throbbing Gristle
- 26 февраля — Джонатан Кейн[англ.] — американский музыкант, певец и автор песен, клавишник группы Journey

### Март
- 18 марта — Джон Хартман[англ.] (ум. 2021) — американский музыкант, основатель и барабанщик группы The Doobie Brothers
- 21 марта — Елена Фирсова — советский и британский композитор
- 22 марта — Дэвид Голуб (ум. 2000) — американский пианист и дирижёр
- 27 марта
  - Тони Бэнкс — британский музыкант и автор песен, клавишник группы Genesis
  - Мария Юинг (ум. 2022) — американская оперная и джазовая певица (сопрано и меццо-сопрано)
- 29 марта — Мори Канте (ум. 2020) — гвинейский и малийский исполнитель на коре и певец
- 30 марта — Дэйв Болл[англ.] (ум. 2015) — британский музыкант, гитарист группы Procol Harum

### Апрель
- 2 апреля — Клаус Арп (ум. 2016) — немецкий композитор и дирижёр
- 3 апреля — Марфа Колесова-Расторгуева (ум. 2016) — советская и российская эстрадная певица и артистка цирка
- 5 апреля — Агнета Фельтског — шведская певица, вокалистка группы ABBA
- 10 апреля
  - Эдди Хейзел (ум. 1992) — американский музыкант, гитарист группы Parliament-Funkadelic
  - Пётр Чухрай (ум. 2018) — советский и украинский бандурист и музыкальный педагог
  - Бёрк Шелли[англ.] (ум. 2022) — валлийский музыкант, вокалист и басист группы Budgie
- 12 апреля — Дэвид Кэссиди (ум. 2017) — американский актёр и певец
- 23 апреля — Юрий Загороднюк (ум. 2018) — советский и российский скрипач

### Май
- 1 мая — Сергей Захаров (ум. 2019) — советский и российский эстрадный певец (баритон) и актёр
- 5 мая — Александр Громыш (ум. 2016) — советский и украинский оперный певец
- 6 мая — Збигнев Водецкий (ум. 2017) — польский музыкант, певец, композитор, актёр и телеведущий
- 8 мая — Лепо Сумера (ум. 2000) — советский и эстонский композитор
- 9 мая
  - Том Петерссон[англ.] — американский музыкант, бас-гитарист группы Cheap Trick
  - Рэнди Ховард[англ.] (ум. 2015) — американский кантри-певец, гитарист и автор песен
- 13 мая
  - Дэнни Кирван (ум. 2018) — британский музыкант, гитарист группы Fleetwood Mac
  - Стиви Уандер — американский певец, музыкант и автор песен
- 18 мая — Марк Мазерсбо — американский музыкант, основатель, вокалист и клавишник группы Devo
- 23 мая — Арсений Жаков (ум. 2019) — советский и российский классический гитарист, композитор и педагог

### Июнь
- 11 июня — Бонни Пойнтер[англ.] (ум. 2020) — американская певица, вокалистка группы The Pointer Sisters
- 12 июня — Бан И. Карлос[англ.] — американский музыкант, барабанщик группы Cheap Trick
- 19 июня — Энн Уилсон — американская певица и автор песен, вокалистка группы Heart
- 21 июня — Джоуи Крамер — американский музыкант, барабанщик группы Aerosmith
- 24 июня
  - Валерий Бровко (ум. 2015) — советский и российский композитор, аранжировщик и музыкант
  - Вильфред (ум. 2017) — австрийский певец и композитор
- 26 июня — Бободжон Азизов (ум. 2021) — советский и таджикский певец и артист театра

### Июль
- 9 июля — Гвен Гатри (ум. 1999) — американская певица, автор песен и пианистка
- 18 июля — Гленн Хьюз (ум. 2001) — американский певец и танцор, вокалист группы Village People
- 24 июля — Ядранка Стоякович (ум. 2016) — югославская и боснийская певица и композитор
- 25 июля — Кэнъити Хагивара (ум. 2019) — японский актёр и певец

### Август
- 4 августа — Юрий Маркелов (ум. 2019) — советский и российский композитор
- 5 августа — Станислав Митин (ум. 2023) — советский и российский театральный, оперный и кинорежиссёр, сценарист и педагог
- 7 августа — Анатолий Нименский (ум. 2020) — советский и российский композитор
- 14 августа — Валерий Шаповалов (ум. 2021) — советский и российский певец и музыкант
- 20 августа — Джером Брэйли[англ.] — американский музыкант, барабанщик группы Parliament-Funkadelic

### Сентябрь
- 3 сентября — Паве Майянен (ум. 2021) — финский певец, автор песен, басист, клавишник, барабанщик, гитарист и продюсер
- 9 сентября — Джон Макфи[англ.] — американский певец, музыкант и автор песен, гитарист группы The Doobie Brothers
- 10 сентября — Джо Перри — американский музыкант и автор песен, основатель и гитарист группы Aerosmith
- 24 сентября — Владимир Полубоярцев (ум. 2020) — советский и украинский театральный актер, режиссёр и опереттный певец (баритон)

### Октябрь
- 2 октября — Майк Резерфорд — британский музыкант и автор песен, гитарист и басист группы Genesis
- 5 октября — Эдди Кларк (ум. 2018) — британский рок-музыкант и вокалист, гитарист группы Motörhead
- 11 октября —  Эндрю Вулфолк[англ.] (ум. 2022) — американский музыкант, саксофонист группы Earth, Wind & Fire
- 17 октября — Алексей Стеблянко — советский и российский оперный певец (тенор), педагог, народный артист РСФСР
- 20 октября
  - Виктор Гришин (ум. 2016) — советский и российский ударник и композитор
  - Том Петти (ум. 2017) — американский рок-музыкант, певец и автор песен, лидер группы Tom Petty and the Heartbreakers

### Ноябрь
- 17 ноября — Вячеслав Лупачёв (ум. 2015) — советский и российский гобоист и музыкальный педагог
- 22 ноября
  - Стивен Ван Зандт — американский музыкант и автор песен, гитарист группы E Street Band
  - Тина Уэймут — американская певица, музыкант и автор песен, основательница и басистка группы Talking Heads
- 24 ноября
  - Боб Бёрнс (ум. 2015) — американский музыкант, барабанщик группы Lynyrd Skynyrd
  - Павел Татаров (ум. 2016) — советский и российский оперный певец (тенор)
- 26 ноября — Владимир Букин (ум. 2018) — советский и российский оперный певец (драматический баритон)

### Декабрь
- 13 декабря — Людмила Сенчина (ум. 2018) — советская и российская певица и актриса
- 16 декабря — Сергей Комаров (ум. 2020) — советский и российский аккордеонист

### Без точной даты
- Ольга Мещерякова (ум. 2016) — советская и российская оперная певица и музыкальный педагог
- Романо Нуниш[порт.] (ум. 2015) — бразильский скрипач и композитор
- Никита Сторожев (ум. 2023) — советский и французский оперный певец (бас) и музыкальный педагог

## Скончались
- 3 января — Ангел Букорештлиев (79) — болгарский композитор, дирижёр, фольклорист и педагог
- 22 марта — Раффаэле Вивиани (62)— итальянский драматург, режиссёр и композитор
- 30 марта — Ада Браун (59) — американская блюзовая певица
- 2 апреля — Адольф Виклунд (70) — шведский композитор, дирижёр и музыкальный педагог
- 3 апреля — Курт Вайль (50) — немецкий и американский композитор
- 11 апреля — Николай Адуев (54) — русский советский поэт, драматург и либреттист
- 21 апреля — Адам Тадеуш Венявский (70) — польский композитор и музыкальный педагог
- 23 апреля — Джемма Беллинчони (85) — итальянская оперная певица (сопрано) и музыкальный педагог
- 30 апреля — Ольга Бьёркегрен (92) — шведская актриса и оперная певица
- 13 мая
  - Николай Авьерино (78) — русский и американский скрипач и музыкальный педагог
  - Паулина де Ана (87) — немецкая оперная певица (сопрано)
- 18 мая — Давид Бертье (67) — украинский советский скрипач, дирижёр и музыкальный педагог
- 29 мая — Ольга Бахуташвили-Шульгина (74) — грузинская советская оперная певица (лирико-драматическое сопрано) и музыкальный педагог
- 9 июня — Джо Бёрк[англ.] (66) — американский пианист, композитор и актёр
- 1 июля — Пётр Агафошин (75) — русский советский классический гитарист и музыкальный педагог
- 11 июля — Бадди Десильва[англ.] (55) — американский автор песен и продюсер
- 8 августа — Николай Мясковский (69) — русский и советский композитор, музыкальный педагог и критик
- 15 сентября — Павел Андреев (76) — русский и советский оперный певец (бас-баритон) и музыкальный педагог
- 25 сентября — Антон Вальтер (67) — австрийский виолончелист
- 23 октября — Эл Джолсон (64) — американский эстрадный певец и киноактёр
- 2 декабря — Адольфо Бетти (75) — итальянский скрипач
- без точной даты — Ашуг Асад (74/75) — азербайджанский советский ашуг